# Køge Torv
Køge Torv i Køge er med et areal på næsten 1 hektar Danmarks største provinstorv og det største middelaldertorv i Danmark. 

## Kjøge Kag
Fra middelalderen og helt frem til 1799 stod byens rettersted Kjøge Kag på torvet foran Rådhuset. Kagen fungerede både som et sted hvor der foregik offentlig fysisk afstraffelse, f.eks. piskestraf og som skafot, hvilket var medvirkende til at Kjøge Kag var den mest berygtede i Danmark..

## Statuen af Frederik VII
Midt på torvet står H.W. Bissens statue af Frederik VII, som blev afsløret den 5. juni 1869, tyve år efter vedtagelsen af junigrundloven i 1849. Det er en tradition, at de nybagte studenter hvert år danser omkring statuen.

## Torvehandel
Der har været torvehandel på Køge torv igennem 700 år, med salg af kød, fisk og grøntsager og helt op til 1950'erne blev der solgt levende fjærkræ på torvet. Der er stadig torvehandel på torvet på onsdage og lørdage.